# Charles Joseph Latrobe
Pour les articles homonymes, voir La Trobe.
Charles Joseph Latrobe ou La Trobe, né le 20 mars 1801, mort le 4 décembre 1875, est un administrateur britannique, premier lieutenant-gouverneur de la colonie de Victoria en Australie.

## Biographie
Charles Latrobe est le fils de Christian Ignatius Latrobe, descendant d’une famille d’origine française et huguenote. Après avoir fait ses études en Angleterre, il se rendit, en octobre 1824, à Neuchâtel, en Suisse, à titre de tuteur de la famille du comte Louis François de Pourtalès, également d’origine huguenote. Passionné d’alpinisme, membre du Club alpin, il a pratiqué un certain nombre d’ascensions dans les Alpes de 1824 à 1826.
Il existe des traces de son passage dans les Archives de l'Etat de Neuchâtel, plus précisément dans le fonds Jacques Petitpierre. On trouve dans ce fonds de la correspondance de la famille La Trobe, ainsi qu'une importante collection iconographique, des gravures ou autres illustrations, de même que plusieurs œuvres de la main de C.J. La Trobe. Il semble que l'essentiel des documents contenus dans le fonds Petitpierre concernant La Trobe proviennent de la collection privée de la petite-fille de C.J.La Trobe, la baronne Godefroy de blonay, née Elisabeth-Sophie de Salis-Soglio.
Jacques Petitpierre, avocat et historien neuchâtelois s'intéresse dès le début des années 1950 à la famille La Trobe. Son but était de rédiger une biographie de Charles Joseph La Trobe. Il n'arrive pas au bout de son travail. Toutefois il publie un article traitant des liens matrimoniaux unissant C.J. La Trobe au Pays de Neuchâtel. Effectivement C.J. La Trobe a eu deux épouses : la première Sophie de Montmollin,
avec qui il s'unit le 16 septembre 1835. et la seconde Rose-Isabelle née de Montmollin (mariage le 3 octobre 1855). C'est cette dernière qui fit construire la chapelle de l'Ermitage à Neuchâtel en 1877 à la mémoire de son mari Charles-Joseph La Trobe et de sa fille tous deux décédés en 1875 et 1874.
Ayant quitté Neuchâtel en février 1827, il visita, en 1832, les États-Unis en compagnie du comte Albert de Pourtalès, se rendant, en 1834, à La Nouvelle-Orléans et au Mexique avec l’écrivain américain Washington Irving, selon qui La Trobe « était un homme aux mille occupations, à la fois botaniste, géologue, chasseur de coléoptères et de papillons, amateur de musique, graphiste, bref, un virtuose ; ajouté à cela, il était infatigable, quoique piètre sportif ».
La Trobe a publié plusieurs récits de voyages décrivant ses expériences : The alpenstock, or, Sketches of Swiss scenery and manners (Londres, R.B. Seeley and W. Burnside, 1829), The pedestrian : a summer’s ramble in the Tyrol, and some of the adjacent provinces (Londres, Seeley and Burnside, 1832), The rambler in North America : 1832-1833, (Londres, R.B Seeley & W. Burnside, 1836), and The Rambler in Mexico (Londres, Seeley and Burnside, 1836).
À son retour d’Amérique, il résida chez le conseiller d’État suisse Frédéric Auguste de Montmollin et s’étant fiancé à l’une de ses filles, Sophie, il l’épousa à la légation diplomatique britannique de Berne le 16 septembre 1835.

### Lieutenant-gouverneur en Australie
Chargé d’une mission gouvernementale britannique en Caraïbe en 1837, il établit un rapport sur la future instruction des esclaves récemment émancipés. Il est ensuite envoyé en 1839 à Port Phillip, future Melbourne, district de la Nouvelle-Galles du Sud comme directeur mais il avait peu d’expérience de gestion et d’administration. Homme cultivé et éclectique, il n’avait aucune formation militaire ou de commandement. Melbourne, avec une population d’environ 3 000 personnes, était à cette époque une ville en pleine expansion. La Trobe découvre une cité malsaine, au manque d’hygiène important. Il s’occupa d’améliorer l’assainissement de la ville et des rues. Dans le district de Port Phillip, toutes les ventes de terres, les permis de construire et les nominations du personnel administratif, devaient être approuvés par le gouverneur de la Nouvelle-Galles du Sud, George Gipps, avec lequel La Trobe avait de bonnes relations de travail.
Une association se constitua, en 1840, pour que Port Phillip devienne une colonie à part entière. En 1841, La Trobe écrivit à Gipps, lui demandant de se rendre à Melbourne pour donner son propre avis sur la question de la création d’un nouvel État.
En 1851, La Trobe, qui avait fait fonction pendant quatre mois de lieutenant-gouverneur du territoire de Van Diemen, sans en avoir la qualité officielle, en 1846-1847, fut nommé officiellement lieutenant-gouverneur pour trois ans jusqu’en 1854, lorsque la colonie du Victoria obtint enfin sa séparation d’avec la Nouvelle-Galles du Sud. La Trobe qui, en proie à des doutes sur soi-même et des critiques en raison de son inexpérience politique, avait présenté sa démission en décembre 1852, dut attendre l’arrivée de son successeur, Charles Hotham (en). Sur la fin de ses fonctions, sa femme Sophie, tomba gravement malade et s’éteignit le 30 janvier 1854, le laissant avec trois filles et un fils. Il revint en Europe la même année.
Ayant épousé, le 3 octobre 1855, sa belle-sœur Rose Isabelle de Montmollin (1821-1883), il vécut sa retraite en Angleterre, devint aveugle et mourut à Litlington près de Eastbourne le 2 décembre 1875. Sa petite-fille, la baronne Godefroy de Blonay, donna une importante collection de documents lui ayant appartenu, à la bibliothèque publique de Melbourne en 1935.

### La célébrité de La Trobe en Australie

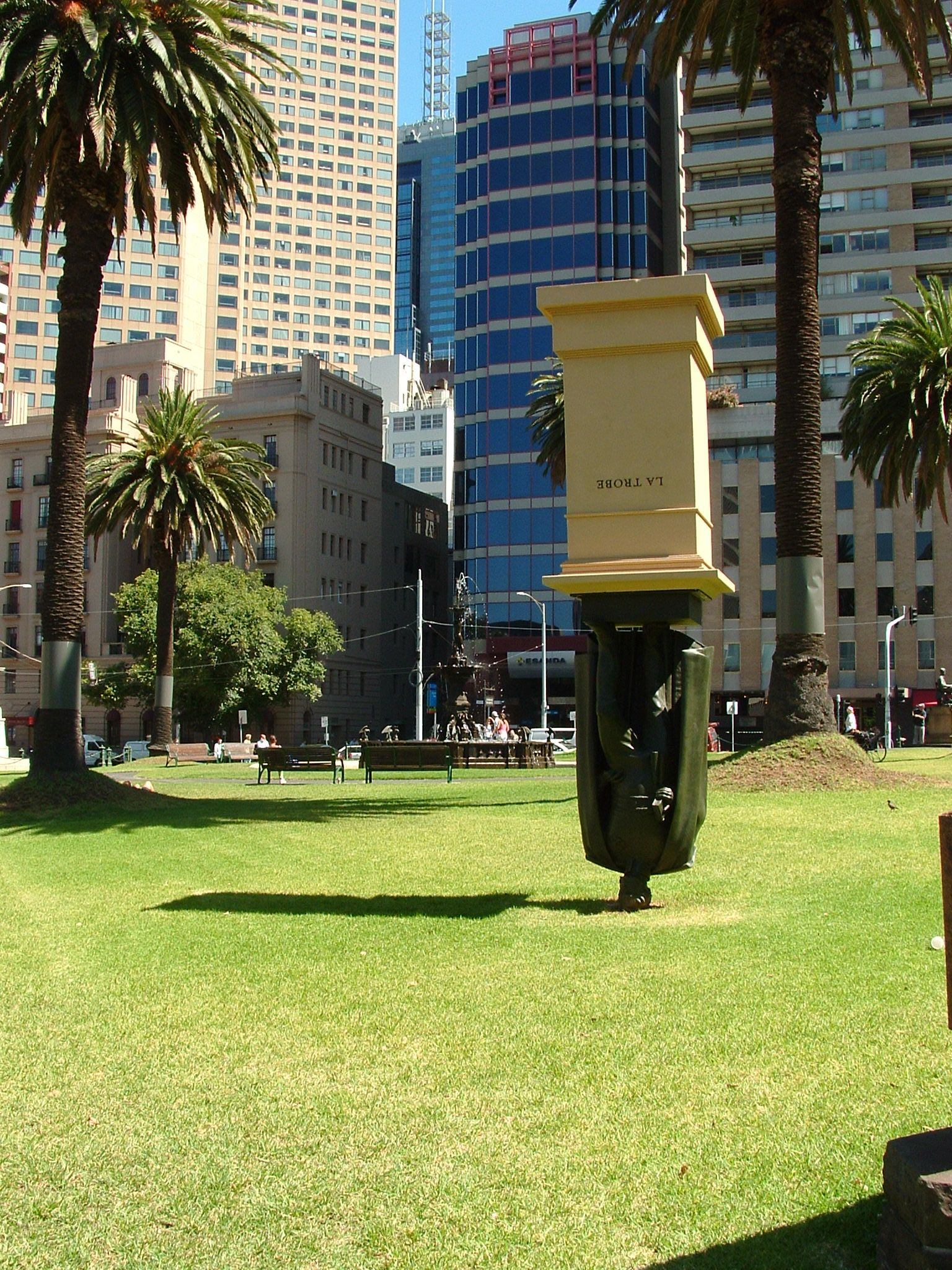
Statue de La Trobe près de Parliament Station à Melbourne.

Beaucoup de lieux, à Melbourne, portent le nom de La Trobe. Melbourne et le Victoria sont parsemés d’endroits nommés en son honneur, comme l’université de La Trobe, la rue La Trobe dans le quartier d’affaires de Melbourne, la division administrative du gouvernement fédéral de La Trobe dans la banlieue de Melbourne, la vallée de Latrobe dans le sud-est de l’État de Victoria, le mont Latrobe, la rivière Latrobe et la salle de lecture La Trobe de la bibliothèque de l’État de Victoria.
La Trobe est également lié à la découverte d’un vestige archéologique suggérant une exploration européenne de l’Australie trois siècles auparavant. En 1847, à Limeburners, près de Geelong, dans l’État du Victoria, La Trobe, qui était géologue amateur, était en train d’examiner les restes d’un four à chaux, lorsqu’un travailleur lui montra un trousseau de cinq clés qu’il disait avoir trouvé sur la plage. Après examen, La Trobe conclut que les clés étaient tombées d’un navire sur la plage environ trois siècles plus tôt. En 1977, Kenneth McIntyre émit l’hypothèse que les clés appartenaient à des marins portugais sous le commandement de Cristóvão de Mendonça en 1522. La perte de ces clés au cours du XIXe siècle empêche la vérification de leur origine exacte, mais les recherches menées par les géologues Edmund Gill et P.F.B. Alsop ont montré que le dépôt où elles avaient été trouvées datait de 2 330 à 2 800 ans, ce qui rend peu plausible la trouvaille de La Trobe, dont l’erreur est, selon ces deux derniers, tout à fait compréhensible, étant donné qu’en 1847, on pensait que le monde n’était vieux que de 6 000 ans.

## Pour approfondir